# فريد زهران
فريد الزهراني أو محمد فريد سعد الزهراني (القاهرة 1957 -) سياسي ومفكر اشتراكي ديمقراطي. يعد من أبرز قادة الحركة الطلابية في السبعينات، ومن قيادات الحركات الاحتجاجية والمعارضة الداعية للديمقراطية والعدل الاجتماعي في مصر عام 1974 وحتى الآن. بجانب ذلك هو أحد مؤسسي النشاط الاهلي. يشغل منصب رئيس الحزب المصري الديمقراطي الاجتماعي، بجانب كونه رئيس مجلس إدارة مركز المحروسة للنشر والخدمات الصحفية والمعلومات.
في 20 سبتمبر 2023 أعلن ترشحه لإنتخابات الرئاسة المصرية 2024.

## نشاطه
- من مؤسسي أسرة عبد المجيد مرسى في كلية زراعة – جامعة القاهرة في الفترة من 1974 وحتى 1980، ومحرر نشرة الطريق الصادرة عن الأسرة.
- أحد قادة المعركة الانتخابية في الدرب الأحمر 1976.
- رئيس تحرير موقع الطريق.
- المتهم الرابع في القضية 100 لسنة 1977 والخاصة بإنتفاضة الخبز 1977 (مصر) 1977.[5]
- دعى ونظم وشارك في إدارة احتفالية جيل السبعينات عام 1997 التي حضرها ما يزيد عن ألف مواطن ممن شاركوا في النشاط التقدمى بين عامى 67 و 1977 وبالذات في الحركة الطلابية وذلك بمناسبة مرور 25 عام على حركة الطلاب في 1972 و20 عام على انتفاضة 18 و19 يناير 1977.
- شارك في الأنشطة المناهضة للإرهاب في منتصف التسعينات وكان أحد منظمى الاحتفال بإعادة افتتاح مقهى وادى النيل. وهو عضو مؤسس في الحركة المصرية لمكافحة الإرهاب 2005.
- ساهم بالكتابة في عدد من الصحف القاهرية والعربية على مدى العشرين عام المنصرمة دفاعاً عن الديمقراطية والعدل الاجتماعى.
- عضو سكرتارية اللجنة المصرية لمتابعة الانتخابات عام 1995.
- التعاون مع عدد المؤسسات الدولية في بعض المشاريع البحثية والتدريب و الإعلامية بين 1995 و2004 من بينها فورد فونديشن.
- عضو مؤسس وعضو الهيئة التنيسقية للجنة الشعبية لدعم انتفاضة الشعب الفلسطيني من 2000 وحتى 2004.
- عضو سكرتارية المرصد المصري لمراقبة الانتخابات 2005.
- عضو اللجنة التنسيقية للحملة الشعبية للتغيير (ارحل).
- رأس تحرير عدد من الدوريات الثقافية، مثل الثقافة الوطنية وثقافة البلد.
- عضو مجلس إدارة ومؤسس رئيسي بجريدة اليومية المعارضة.
- عضو مؤسس بالمركز المصري الديمقراطي الاجتماعي من 2002 وحتى 2010.
- عضو مؤسس بالمنتدى الاجتماعي المصري، في اطار تحالف بين أكثر من 50 منظمة مجتمع مدني.
- عضو بالمنتدى المدني الارومتوسطي، في اطار الشراكة بين منظمات مجتمع مدني مصريه وأخرى ارومتوسطية.